# 24 hores Motociclistes de Catalunya
Les 24 hores Motociclistes de Catalunya és una competició de motociclisme de resistència catalana que es disputa al Circuit de Catalunya. S'inicià l'any 1995 i és la prova continuadora de les 24 hores Motociclistes de Montjuïc, que es disputà fins al 1986.

## Vegeu també

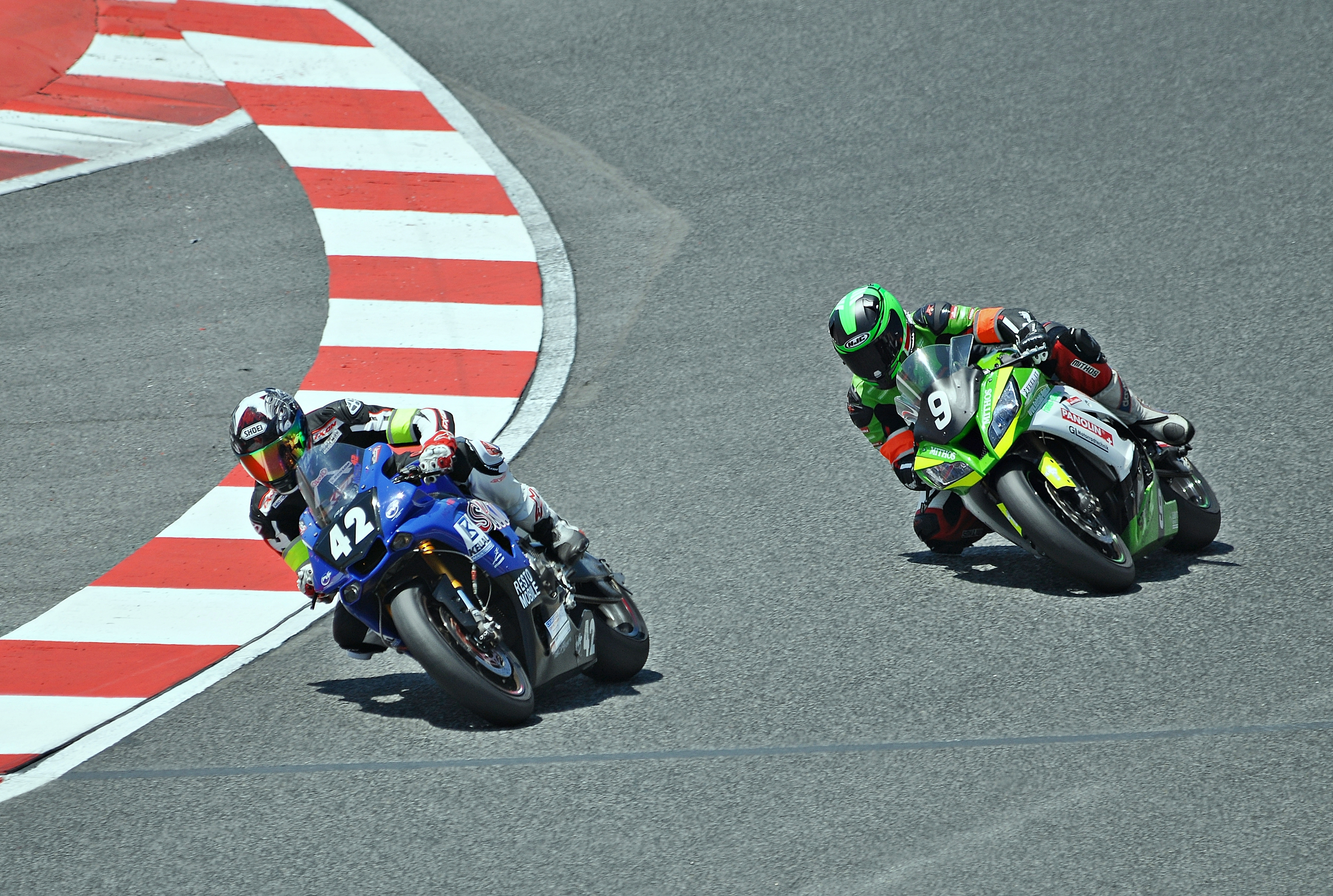
Instant de la prova durant l'edició del 2016

## Historial
Font:
A 1 de gener de 2024
| Edició | Any  | Guanyador                                                           | Guanyador                                    | Guanyador                | Segon                                                                 | Segon                                        | Segon                    | Tercer                                                              | Tercer                                          | Tercer                   |
| Edició | Any  | Equip                                                               | Moto / Club                                  | Voltes                   | Equip                                                                 | Moto / Club                                  | Dif. Voltes              | Equip                                                               | Moto / Club                                     | Dif. Voltes              |
| ------ | ---- | ------------------------------------------------------------------- | -------------------------------------------- | ------------------------ | --------------------------------------------------------------------- | -------------------------------------------- | ------------------------ | ------------------------------------------------------------------- | ----------------------------------------------- | ------------------------ |
| I      | 1995 | Joaquim Escoda Marc Grau Xavi Riba                                  | Honda CBR 600 Supersport                     | 993                      | Fernando Cristóbal Xavier Marsellá David Vázquez                      | Yamaha YZF 750 SBK                           | -6                       | Min Grau Joan Garriga Jordi Cabestany                               | Ducati 916 SBK                                  | -10                      |
| II     | 1996 | Pere Riba Albert Pla José M. Martín-Vázquez                         | Honda CBR 600 Supersport                     | 1.014                    | Lucas Oliver Daniel Oliver Joan Bultó                                 | Honda CBR 600 Supersport                     | -11                      | Luis Miguel Reyes Àlex Sirera Ricard Jové                           | Honda CBR 600 Supersport                        | -22                      |
| III    | 1997 | Carles Cardús Ricard Jové Rubén Xaus                                | Honda CBR 600 Supersport                     | 1.038                    | Àlex Sirera Marc Grau Xavi Riba                                       | Honda CBR 600 Supersport                     | -5                       | Armand Barbé L. Mikel Coretti Xavier Ponce                          | Honda RC45 SBK                                  | -16                      |
| IV     | 1998 | Eduard Ullastres Marcelino Manzano Eustaquio Gavira                 | Yamaha YZF 750 SBK                           | 1.034                    | Luis D'Antín Albert Pla Manuel Luque                                  | Yamaha R1 1000 SBK                           | -29                      | Àlex Sirera Xavi Riba Oriol Fernández                               | Honda CBR 600 SBK                               | -29                      |
| V      | 1999 | Javier Rodríguez Eustaquio Gavira Álex Hervás                       | Yamaha YZF 750 SBK                           | 1.055                    | Luis Carlos Maurel Manuel Luque Joaquim Escoda                        | Yamaha YZF R1 1000 SBK                       | -5                       | Josep Sardà David Micó Roger Sala                                   | Suzuki GSX R 750 SBK                            | -18                      |
| VI     | 2000 | Francisco Riquelme José Mª Martín-Vázquez Javier Rodríguez          | Suzuki GSX-R 750 SBK                         | 1.076                    | Álex Hervás Eduard Ullastres Thierry Paillot                          | Yamaha YZF R-1 SBK                           | -4                       | Guim Roda Gianluca Villa Salvador Cabana                            | Ducati 996 SBK                                  | -6                       |
| VII    | 2001 | Eduard Ullastres Álex Hervás Bernard Cazade                         | Yamaha YZF R7 SBK                            | 705                      | Daniel Ribalta Diego Lozano Israel Sánchez                            | Suzuki GSX R1000 SBK                         | -13                      | Salvador Cabana Idalio Gavira Juan Antonio Alonso                   | Yamaha YZF R1 SBK                               | -14                      |
| VIII   | 2002 | Álex Hervás David Tomás Guim Roda                                   | Yamaha YZF R1 998 SBK                        | 708                      | Jerónimo Vidal Daniel Ribalta Daniel Oliver                           | Suzuki GSX R1000 SBK                         | -1                       | Salvador Cabana Carmelo Morales Diego Lozano                        | Yamaha YZF R1 998 SBK                           | -11                      |
| IX     | 2003 | Jerónimo Vidal Carmelo Morales Xavier Forés                         | Suzuki GSX R988 SBK                          | 731                      | Toni Guinovart David Checa Javier Rodríguez                           | Yamaha YZF R71 998 SBK                       | -1                       | Arnau Sánchez Álex Martínez Diego Lozano                            | Suzuki GSX R998 SBK                             | -15                      |
| X      | 2004 | David Tomás Álex Hervás Dani Ribalta                                | Yamaha YZF R1 1000 SBK                       | 722                      | Xavier Forés Salvador Cabana Josep Monge                              | Suzuki GSX-R 1000 SBK                        | -5                       | Diego Lozano Kenny Noyes José Ramón Delgado                         | Suzuki GSX-R 1000 SBK                           | -6                       |
| XI     | 2005 | Xavier Forés Diego Lozano Álex Hervás                               | Suzuki GSX-R SBK                             | 724                      | Dani Ribalta Kenny Noyes Salvador Cabana                              | Yamaha YZF R1                                | -2                       | Joan Lascorz Guim Roda Jordi Almeda                                 | Honda CBR RR                                    | -11                      |
| XII    | 2006 | Josep Sardà Salvador Cabana Víctor Casas                            | Suzuki GSX-F SBK                             | 726                      | Toni Salom Ignacio Tanzi Agustín Pérez                                | Yamaha YZF R1 1000 SBK                       | -1                       | Víctor Carrasco Russell Gómez Rubén Torres                          | Honda CBR RR 1000                               | -11                      |
| XIII   | 2007 | David Tomás Russell Gómez Dani Rivas                                | Honda CBR RR 1000                            | 728                      | Eduard Ullastres Enric Rocamora David López Glen Richards             | Yamaha YZF R-1                               | -1                       | Bernard Cuzin Phil Gilles Stephen James Mercer                      | Yamaha YZF R-1                                  | -8                       |
| XIV    | 2008 | Xavier Oliver Kike Hernández Felipe López Martí Port                | Suzuki GSX-R Suzuki Català 2 (1r EWC)        | 720                      | Victor Casas Salvador Cabana David Gómez Joaquim Olmos                | Suzuki GSX-R Bruno Performance (1r SBK)      | -12                      | Bernard Cuzin Phil Gilles Grégory Fastre                            | Yamaha YZF R-1 Team Endurance 33 (1r STK)       | -18                      |
| XV     | 2009 | Bernat Martínez Xavier Oliver Felipe López Salvador Cabana          | Suzuki GSX-R Suzuki Català                   | 741                      | Diego Lozano José Manuel Luis Pedro Luis Vallcaneras Ivan Silva       | Yamaha YZF R-1 Folch Endurance               | -7                       | Òscar Rodríguez Andreu Esteve Joaquim Olmos Ferran Casas            | Suzuki GSX-R Bruno Performance                  | -20                      |
| XVI    | 2010 | Jordi Almeda Julien Millet Russell Gómez José Manuel Luis           | Yamaha YZF R-1 1000 Folch Endurance EWC      | 731                      | Xavier Oliver Salvador Cabana Ferran Casas Víctor Casas               | Suzuki GSX-R 1000 Suzuki Català EWC          | -16                      | Grégory Fastre Bernard Cuzin Àlex Plancassagne                      | Yamaha YZF R-1 1000 Team 33 MailPerformance STK | -17                      |
| XVII   | 2011 | Daniel Ribalta Pedro Luis Vallcaneras José Manuel Luis Kenny Foray  | Yamaha YZF R-1 Folch Endurance EWC           | 742                      | David Checa Víctor Casas Josep Monge Arturo Tizón                     | Yamaha YZF R-1 Folch Endurance EWC           | =                        | David Tirado Berto López Xavier Forés Salvador Cabana               | Suzuki GSX-R Suzuki Català                      | -34                      |
| XVIII  | 2012 | Del Amor Víctor Casas Bonastre A. Alarcos                           | Suzuki GSX-R 1000 Suzuki Català Dunlop EWC   | 736                      | David Checa Josep Monge Arturo Tizón A. Martínez                      | Yamaha YZF R-1 Folch Endurance EWC           | -1                       | Chevaux Di Carlo Buisson Salchaud                                   | Kawasaki ZX-10 1000 SST1                        | -19                      |
| XIX    | 2013 | David Checa Daniel Ribalta Arturo Tizón Pedro Luis Vallcaneras      | Yamaha YZF R-1 Folch Endurance               | ?                        | ?                                                                     | ?                                            | ?                        | ?                                                                   | ?                                               | ?                        |
| XX     | 2014 | ?                                                                   | ?                                            | ?                        | ?                                                                     | ?                                            | ?                        | ?                                                                   | ?                                               | ?                        |
| XXI    | 2015 | Arturo Tizón Pedro Luis Vallcaneras A. Martinez A. Alarcos          | Yamaha R1M Folch Endurance                   | ?                        | ?                                                                     | ?                                            | ?                        | ?                                                                   | ?                                               | ?                        |
| XXII   | 2016 | Eduard Ullastres Pedro Luis Vallcaneras Arturo Tizón X. Pinsach     | Yamaha R1M Folch Endurance                   | ?                        | ?                                                                     | ?                                            | ?                        | ?                                                                   | ?                                               | ?                        |
| XXIII  | 2017 | Arturo Tizón Pedro Luis Vallcaneras X. Pinsach David Salom          | Yamaha R1M Folch Endurance                   | 717                      | Angel Poyatos A. Alarcos Scheib Joan Sardanyons                       | Kawasaki ZX10R Proelit Racing Team           | ?                        | Pere Tutusaus Gaspar Rodríguez Félix Rodríguez Carlos San Juan      | Institut Castellarnau                           | ?                        |
| XXIV   | 2018 | Enrique Ferrer Julien Pilot Ricardo Saseta Kevin Denis              | Kawasaki ZX10R Kawasaki Català Aclam         | 742                      | Anthony Dos Santos Jérôme Claude Laurent Coubard Franck Delcour       | Yamaha YZF R-1 BMD Performance- B Motorsport | -6                       | Camille Hedelin Thibaut Gourin Maxime Bonnot                        | Tecmas                                          | ?                        |
| XXV    | 2019 | Anthony Dos Santos Alex Plancassagne Laurent Coubard Franck Delcour | Yamaha YZF R-1 BMD Performance- B Motorsport | 742                      | Mathieu Charpin Julien Diguet Jonathan Hugot Camille Hedelin          | Yamaha YZF R-1 OG Motorsport by Sarazin      | ?                        | Kev Coghlan Christopher Gobbi Pedro Rodríguez Álex Rubio            | Yamaha YZF R-1 FR Moto                          | ?                        |
|        | 2020 | No disputades (COVID-19)                                            | No disputades (COVID-19)                     | No disputades (COVID-19) | No disputades (COVID-19)                                              | No disputades (COVID-19)                     | No disputades (COVID-19) | No disputades (COVID-19)                                            | No disputades (COVID-19)                        | No disputades (COVID-19) |
| XXVI   | 2021 | Julien Pilot Anthony Loiseau Gabriel Pons Stéphane Egea             | Kawasaki ZX10R Kawasaki Català Aclam         | 759                      | Sébastien Landaburu Gino de la Rosa Yann Patanchon Jean-Philippe Pons | Yamaha YZF R-1 CMA 64-YAM 65- Tech System    | -18                      | Jordi Pocorull Marc Guillamet Óscar Amado Félix Rodríguez           | Kawasaki ZX10R Box 69 Racing                    | -23                      |
| XXVII  | 2022 | Julien Pilot Gabriel Pons Stéphane Egea Johan Nigon                 | Kawasaki Kawasaki Català Aclam               | 758                      | Asrin Rodi Pak Jacopo Cretaro David Sanchís Pedro Rodríguez           | Yamaha FR Moto                               | -11                      | Régis Mathé Cédric Lecomte Thomas Wolfarth Maxime Berger            | Yamaha Team DRC 37                              | -37                      |
| XXVIII | 2023 | Dani González Jacopo Cretaro David Sanchís Pedro Rodríguez          | Yamaha FR Moto                               | 753                      | Julien Pilot Gabriel Pons Johan Nigon Marcel Brenner                  | Kawasaki Kawasaki Català Aclam               | -15                      | Nicolas Nowacki Clement Granzotto Matthieu Thibault Stephane Pagani | Aprilia MPS NrBike                              | -29                      |